# Alfonsas Gailevičius
Alfonsas Gailevičius (* 28. Juli 1910 in Riga; † 24. Februar 1998 in Vilnius) war ein sowjetischer Politiker,  Generalmajor, Vizeminister.

## Leben
Von 1928 bis 1929 war er Sekretär des Litauischen Kommunistischen Jugendverbandes in Biržai und ab 1929 Mitglied der illegalen Kommunistischen Partei Litauens, weshalb er von 1935 bis 1940 im Gefängnis saß. Nach der Errichtung der Litauischen Sozialistischen Sowjetrepublik (LiSSR) 1940 wurde Gailevičius Mitarbeiter des Innenministeriums der LiSSR und während dessen kurzer Existenz des Volkskommissariats für Staatssicherheit der LiSSR. 1948 stieg er zu einem der Stellvertreter des Ministers für Staatssicherheit der LiSSR auf und war von 1953 bis 1954 einer der Stellvertreter des sowjetlitauischen Innenministers.
Von 1955 bis 1959 und von 1963 bis 1971 war er zudem Deputierter im Obersten Sowjet der LiSSR.